# Миралем Пјанић
Миралем Пјанић (Тузла, 2. април 1990) професионални је босанскохерцеговачки фудбалер који тренутно наступа за екипу Шарџ у Про лиги Уједињених Арапских Емирата. Игра на средини терена.

## Клупска каријера

### Почеци
Фудбалску каријеру почео је у омладинском погону клуба Шифланж 95 из Луксембурга. Године 2004. прелази у омладински погон француског Меца, за који је 2007. године потписао свој први професионални уговор.

### Мец
У француској првој лиги дебитовао је 17. августа 2007. године на утакмици Мец — ПСЖ. Већ после треће одигране утакмице у којој је ушао са клупе, указује му се пуно поверење и тако постаје стандардан играч. Својим сјајним наступима почео је да привлачи пажњу великих европских клубова, па убрзо прелази у Олимпик Лион.

### Олимпик Лион
Дана 6. јуна 2008. године за 8 милиона евра прелази у Лион. Први гол за Лион постигао је у утакмици квалификација за Лигу шампиона против Андерлехта у победи од 5-1. Неколико сати касније само постиже свој први гол за Лион у првој лиги Француске на утакмици против Оксера. Сигурно један од најважнијих голова у његовој каријери је на Сантијаго Бернабеу против Реала, када је постигао изједначујући гол за 1-1, тај резултат је био довољан за пролаз Лиона у четвртфинале Лиге шампиона.

## Репрезентација

### Луксембург
Пјанић је 2006. године играо за репрезентацију Луксембурга до 17 година на Европском првенству у фудбалу до 17 година, где је Луксембург као домаћин аутоматски учествовао. Постигао је једини гол за Луксембург на првенству, против Шпаније. Исте године постигао је 4 гола против Белгије на утакмици која се завршила резултатом 5-5.

### Босна и Херцеговина
За Босну и Херцеговину је дебитовао 20. октобра 2008. године у Зеници на пријатељској утакмици против Бугарске. Први гол за репрезентацију постигао је 3. марта 2010. године на Кошеву на пријатељској утакмици против репрезентације Гане, када је у 65. минуту постигао гол за победу од 2-1.
Од репрезентације се опростио 4. маја 2024. године.

## Највећи успеси

### Мец
- Друга лига Француске (1) : 2006/07.

### Јувентус
- Првенство Италије (4) : 2016/17, 2017/18, 2018/19, 2019/20.
- Куп Италије (2) : 2016/17, 2017/18.
- Суперкуп Италије (1): 2018.
- Лига шампиона : финале 2016/17.